# 雅桑寺
雅桑寺，又译“亚桑寺”，藏语称“雅桑贡巴”（藏語：གཡའ་བཟང་དགོན་པ，威利转写：g.ya' bzang dgon pa），位于西藏自治区山南地区乃东县亚堆乡亚桑村，是一座藏传佛教雅桑噶举派寺院，也是雅桑噶举派的祖寺。

## 历史
雅桑寺，在山南之乃东县境内，位于县驻地以南、贡德贡乡雅桑的卞可日半山腰上，海拔4330米。
雅桑寺是雅桑噶举派的祖寺。雅桑噶举派是帕竹噶举派八小支系之一，开始于噶丹益西僧格（？－1207年）。噶丹益西僧格是门隅人，幼年曾替人牧羊，后拜帕木竹巴·多吉杰布为师学习佛法。他的弟子却吉门兰于1206年（藏历火虎年）主持创建了雅桑寺。
雅桑·却吉门兰（1169年－1233年），其名意为“法愿”，藏族佛学家，雅桑噶举派的创始人。1169年（藏历第三绕迥之土牛年）生于藏协玛莫地方，属于努氏家族，父名莫嘉，母名香江绷吉。幼年他依正·堪布却敦出家为僧，取法名“却吉门兰”；后来从轨范师学习《毗奈耶》、《甘丹法类》，能够自然生起修的功能。18岁，在嘉杜寺从亲教师鲁嘎、轨范师贡格瓦和梁·达玛思吉、屏教师麦恰等上师受比丘戒，精学《毗奈耶》，人称“鲁技律师”。25岁在尼达寺任副法座；28岁时先在夏相寺担任管家，后来师从帕木竹巴·多吉杰布的大弟子萨热瓦·噶丹益西僧格学习《大手印心要》、《耳传识面》、《那若六法》等等。38岁，他在山南的雅隆香波雪山（又译“雅拉香波雪山”）附近兴建雅桑寺，由该寺而得“雅桑噶举”。
却吉门兰圆寂后，雅桑噶举进一步同当地地方势力结合。元朝时，雅桑万户是十三万户（即噶玛万户、止贡万户、蔡巴万户、塘波且巴万户、帕竹万户、雅桑万户、拉堆洛万户、拉堆洛万户、古尔摩万户、曲弥万户、襄万户、霞鲁万户、羊卓越万户）之一，势力不大，但较为活跃。14世纪中叶，雅桑曾与止贡、蔡巴联合与帕木竹巴为敌，到1349年前后，帕竹司徒·张曲坚赞（1302年－1364年）消灭了雅桑万户，将其辖地并入帕竹政权（帕竹政权于1354年取代萨迦政权，共传十三代法王。至1618年被藏巴汗创建的噶玛政权推翻，统治西藏264年），雅桑噶举自此衰落。格鲁派兴起后，在帕竹和雅桑两个地方势力的争斗中，格鲁派偏袒帕竹，排斥雅桑。雅桑地方势力衰落后，雅桑噶举的教法随之逐步失传。
雅桑寺原来的主寺是布达拉宫的译仓（资料室），后奉林家族的拉章为寺。文化大革命时被毁，成为废墟，仅存若干破墙及个别殿堂。该寺收藏的《雅桑噶寺史》，是研究该寺乃至雅桑噶举、西藏的历史的重要资料。
后来，该寺获得恢复重建。2012年，乃东县亚桑寺管理委员会被评为西藏自治区先进寺庙管理委员会。同年，亚桑寺寺庙管理委员会生活业务用房工程，作为山南地区乃东县寺庙管理委员会、派出所（警务室）项目的一部分，进行了工程招标。

## 建筑
雅桑寺原来规模宏伟，东西长250米，南北宽360米，面积9万平方米。该寺依山而建，建筑随地势层层升高，远看像六七排楼房，殿堂顶部饰以金顶，寺前有很长的“之”字形主道，与拉萨布达拉宫的气度相仿，故被称为“小布达拉”。该寺建成后，在其的周围先后兴建了雅桑历代师传喇嘛的功德殿，同时为各喇嘛分别兴建了面积14初（1初约40厘米）的灵塔。
雅桑寺主供合金质的释迦牟尼佛像，比拉萨大昭寺的释迦牟尼像高20厘米。此外，该寺还有缎制无量寿佛唐卡，传说此幅唐卡制成后举办了很隆重的开光典礼，所以此幅唐卡百年如新。